# Naawan
Naawan (Bayan ng Naawan) är en kommun i Filippinerna. Kommunen ligger på ön Mindanao, och tillhör provinsen Misamis Oriental. Folkmängden uppgår till 16 173 invånare.
Naawan är indelat i 10 barangayer.